# 736 Harvard
736 Harvard è un asteroide della fascia principale del diametro medio di circa 16,66 km. Scoperto nel 1912, presenta un'orbita caratterizzata da un semiasse maggiore pari a 2,2018703 UA e da un'eccentricità di 0,1649460, inclinata di 4,37440° rispetto all'eclittica.
Il suo nome è in omaggio alla Harvard University di Cambridge, nel Massachusetts.